# Deakin University Elite Women's Road Race
Deakin University Elite Women's Road Race (tidligere Cadel Evans Great Ocean Road Race Women) er et professionel landevejsløb i cykling for kvinder, der arrangeres hvert år i Geelong i den australske delstat Victoria. Løbet blev etableret i 2015.
Det første år blev det kørt som et amatørløb, og fra 2016 blev det kategoriseret af UCI. Fra 2020 har det været en del af UCI Women's World Tour.
Herrernes Cadel Evans Great Ocean Road Race bliver kørt dagen efter kvindernes løb.

## Vindere
| År                                        | Vinder               | Toer                 | Treer                 |        |
| ----------------------------------------- | -------------------- | -------------------- | --------------------- | ------ |
| Cadel Evans Great Ocean Road Race Women   |                      |                      |                       |        |
| 2015                                      | Rachel Neylan        | Valentina Scandolara | Tessa Fabry           |        |
| 2016                                      | Amanda Spratt        | Rachel Neylan        | Danielle King         |        |
| 2017                                      | Annemiek van Vleuten | Ruth Winder          | Mayuko Hagiwara       |        |
| 2018                                      | Chloe Hosking        | Gracie Elvin         | Giorgia Bronzini      |        |
| 2019                                      | Arlenis Sierra       | Lucy Kennedy         | Amanda Spratt         |        |
| 2020                                      | Liane Lippert        | Arlenis Sierra       | Amanda Spratt         |        |
| 2021                                      | aflyst               | aflyst               | aflyst                | aflyst |
| 2022                                      | aflyst               | aflyst               | aflyst                | aflyst |
| 2023                                      | Loes Adegeest        | Amanda Spratt        | Nina Buysman          |        |
| Deakin University Elite Women's Road Race |                      |                      |                       |        |
| 2024                                      | Rosita Reijnhout     | Dominika Włodarczyk  | Cecilie Uttrup Ludwig |        |
| 2025                                      | Ally Wollaston       | Karlijn Swinkels     | Noemi Rüegg           |        |